# Oblastní nemocnice Kolín

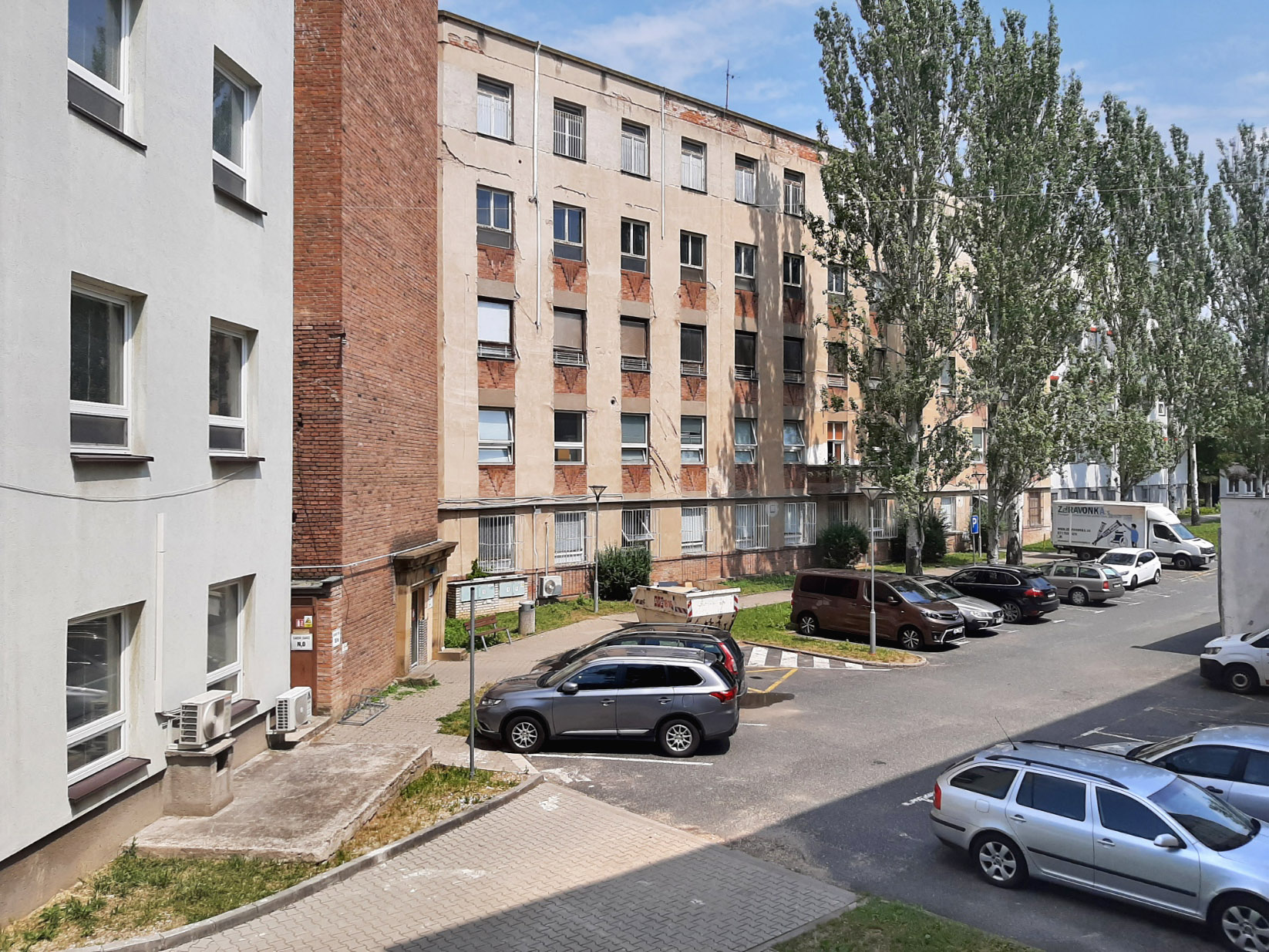
Pavilon O nemocnice Kolín

Oblastní nemocnice Kolín, akciová společnost, nemocnice Středočeského kraje (ONK) je obchodní společnost stoprocentně vlastněná Středočeským krajem a poskytující zdravotní péči. Má tři hlavní pracoviště: Nemocnice Kolín, Nemocnice Kutná Hora a LDN na Vojkově. V čele ONK stojí  představenstvo, jeho členy jsou nyní Petr Chudomel (předseda), Iveta Mikšíková, Jiří Havránek, Jakub Rejzek a Pavel Fojtík. Běžné řízení zajišťuje ředitel, aktuálně Petr Chudomel. Dozorčí rada má v současné době devět členů.

## Historie
ONK byla založena v roce 2005. V roce 2006 do ní byly vloženy podniky nemocnic získané Středočeským krajem od státu v rámci přechodu majetku a závazků ze státu na kraje. Jednalo se o tyto podniky:
- Nemocnice Kolín
- Nemocnice a sdružení zdravotnických zařízení Nymburk
- Léčebna dlouhodobě nemocných na Vojkově
- Nemocnice s poliklinikou Brandýs nad Labem - Stará Boleslav

V roce 2007 byla Nemocnice s poliklinikou Brandýs nad Labem z ONK vyčleněna a zprivatizována společností PP Hospitals s.r.o., NaSZZ Nymburk získalo Město Nymburk. Od roku 2010 ONK provozuje pracoviště Nemocnice Kutná Hora.